# James Lamy
James Lamy   (Saranac Lake, 30 de maig de 1928 - Corning, 30 de maig de 1992) fou un pilot de bob estatunidenc que va competir durant les dècades de 1950 i 1960.
El 1956 va prendre part en els Jocs Olímpics d'Hivern de Cortina d'Ampezzo, on guanyà la medalla de bronze en la prova del bobs a quatre del programa de bob. Formà equip amb William Dodge, Arthur Tyler i Charles Butler. Hagué d'esperar vuit anys per tornar a disputar uns Jocs, després que el 1960 el bob no fos inclòs al programa dels Jocs de Squaw Valley. Als Jocs d'hivern de 1964 destaca una cinquena posició en la prova del bobs a dos del programa de bob.